# Castello Aragonese (Baia)

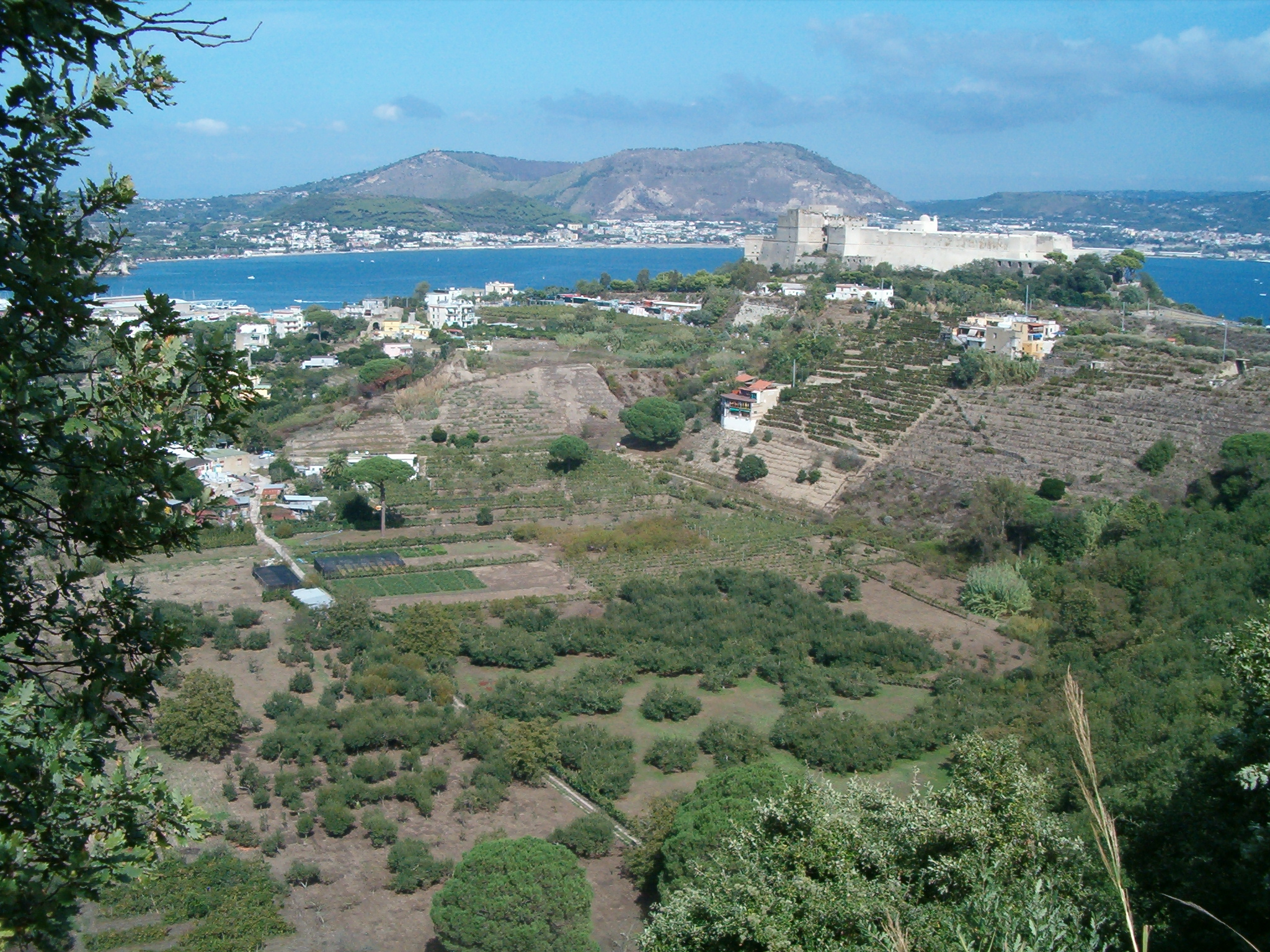
Il castello è situato sull'orlo di una coppia di crateri vulcanici chiamati Fondi di Baia

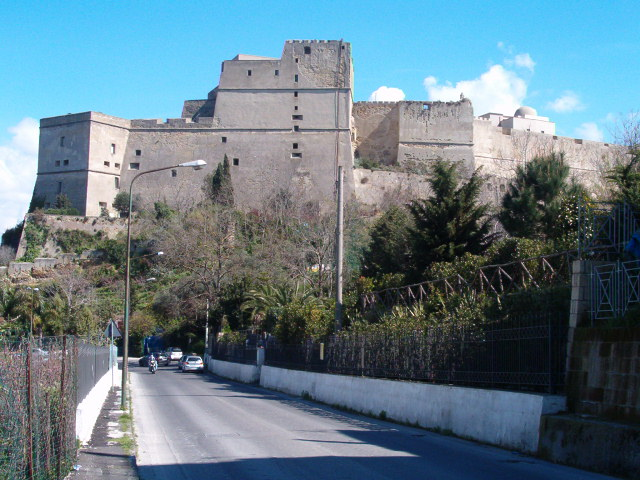
Il castello visto dalla strada Bacoli-Baia

Il Castello Aragonese sorge a Baia, frazione di Bacoli, ed è situato in un'area di notevole importanza strategica, fu eretto su un promontorio (51 m s.l.m.) naturalmente difeso a est da un alto dirupo tufaceo a picco sul mare, e a ovest dalla profonda depressione data dalle caldere di due vulcani chiamati "Fondi di Baia" (facenti parte dei Campi Flegrei); con l'aggiunta di mura, fossati e ponti levatoi, il castello risultava praticamente inespugnabile. La sua posizione - dalla quale si dominava tutto il Golfo di Pozzuoli fino a Procida, Ischia e Cuma - consentiva un controllo molto ampio della zona, impedendo tanto l'avvicinamento di flotte nemiche, quanto eventuali sbarchi di truppe che avessero voluto marciare su Napoli con un'azione di sorpresa alle spalle.

## Storia
In epoca romana la collina era occupata da un complesso residenziale, forse la "villa di Cesare" (Tacito afferma che la villa di Cesare si trovava su di un'altura dominante il golfo di Baia), i cui resti furono distrutti e talora inglobati nell'attuale fortezza. Strutture superstiti della villa sono visibili intorno ad essa lungo la costa e a terra presso il campo sportivo, mentre altre sono state individuate recentemente e messe in luce nel corso dei lavori di restauro delle parti più alte del castello (torre Cavaliere) e più in basso lungo le sue scarpate a mare, a seguito del loro diserbo.
La costruzione del castello fu avviata dagli Aragonesi - insieme a numerose altre fortificazioni nel Regno di Napoli - nel 1495, poco prima dell'invasione dei francesi di re Carlo VIII. Per la progettazione del sistema difensivo e delle singole fortezze, il re Alfonso II d'Aragona si servì della consulenza di Francesco di Giorgio Martini, architetto senese, rinomato per le nuove tecniche e le soluzioni da lui applicate a difese militari. Non restano oggi tracce dell'originaria architettura del castello.
Dopo l'eruzione del Monte Nuovo, nel generale programma di difesa delle coste dalle incursioni saracene e turche, il viceré spagnolo Pedro Álvarez de Toledo avviò una radicale ristrutturazione e ampliamento del castello (1538-1550), in seguito alle quali esso assunse il suo aspetto attuale, a forma di stella.
L'edificio mantenne la sua funzione di fortezza militare nel periodo del vicereame spagnolo (1503-1707), del dominio austriaco (1707-1734), e infine del regno borbonico (1734-1860).
Gravemente danneggiato nella guerra che contrappose gli austriaci ai Borbone (1734), fu restaurato e ulteriormente fortificato dal re Carlo III di Borbone.
Durante la Repubblica Partenopea (1799) una flotta inglese tentò, ma inutilmente, di strapparlo ai francesi e ai repubblicani napoletani che lo presidiavano.
Dopo l'unità d'Italia (1861), per il castello subentrò un periodo di lenta decadenza e d'inesorabile abbandono. Considerato, infatti, non più utile a scopi militari, il castello passò nel 1887 sotto l'amministrazione di vari ministeri: prima quello della Marina, poi degli Interni, e infine della Difesa.
Nel 1927 lo Stato ne dispose la concessione - con diritto di godimento perpetuo - al Reale orfanotrofio militare. Per questa nuova destinazione d'uso negli anni 1927-1930 vi furono eseguiti numerosi lavori di ristrutturazione che inevitabilmente comportarono aggiunte e alterazioni.
Durante la seconda guerra mondiale il castello fu utilizzato come carcere militare e come soggiorno per prigionieri di guerra.
L'orfanotrofio militare rimase fino al 1975, anno in cui l'ente fu sciolto. Passato quindi alla Regione Campania, in occasione del terremoto dell'Irpinia del 1980 il castello fu occupato parzialmente per alcuni anni da famiglie terremotate.
Nel 1984 è stato definitivamente consegnato alla Soprintendenza Archeologica di Napoli e Caserta perché diventasse sede del Museo archeologico dei Campi Flegrei.

## Il Museo archeologico dei Campi Flegrei
Per la sua posizione centrale relativamente ai principali siti archeologici dei Campi Flegrei (in prossimità delle Terme di Baia e a metà strada fra Cuma e Pozzuoli) visibili dalle terrazze e dai bastioni, il castello di Baia è stato scelto come sede del Museo archeologico dei Campi Flegrei. Esso prevede la progressiva esposizione topografica dei più significativi reperti rinvenuti nei siti archeologici dell'area flegrea. Le poche sale finora attivate riguardano: il Sacello degli Augustali di Miseno; i gessi rinvenuti alle terme di Baia; il Ninfeo di Punta Epitaffio a Baia.